# Pasig (rivier)
De Pasig is een rivier in de Filipijnen tussen Laguna de Bay en de Baai van Manilla. De Pasig heeft een lengte van 27 kilometer en verdeelt door haar ligging Metro Manilla in tweeën. De stroomrichting van het water van de Pasig is variabel. In het natte seizoen staat het water in Laguna de Bay hoog en stroomt het water normaal gesproken van daaruit naar Manilla. De rest van het jaar hangt de stroomrichting samen met de getijdenbewegingen van het zeewater in de Baai van Manilla. De Pasig heeft twee zijrivieren, de Marikina en de San Juan.
In de Spaans-koloniale tijd was de rivier een belangrijke transportroute. Bij de monding van de Pasig in zee werd Fort Santiago gebouwd. Tegenwoordig staat de rivier bekend om de vervuiling als gevolg van de vele industrie en jarenlange verwaarlozing. De Pasig wordt vanwege de ernstige vervuiling door ecologen als een dode rivier beschouwd, ongeschikt voor enig leven. In een poging verbetering in deze situatie te brengen werd de Pasig River Rehabilitation Commission (PRRC) ingesteld. Deze is echter enkele jaren later weer opgeheven door middel van een Executive Order van President Duterte. President Duterte gaf aan dat de PRRC niet meer nodig was, de rivier was immer 'al schoon'.